# Bus Éireann

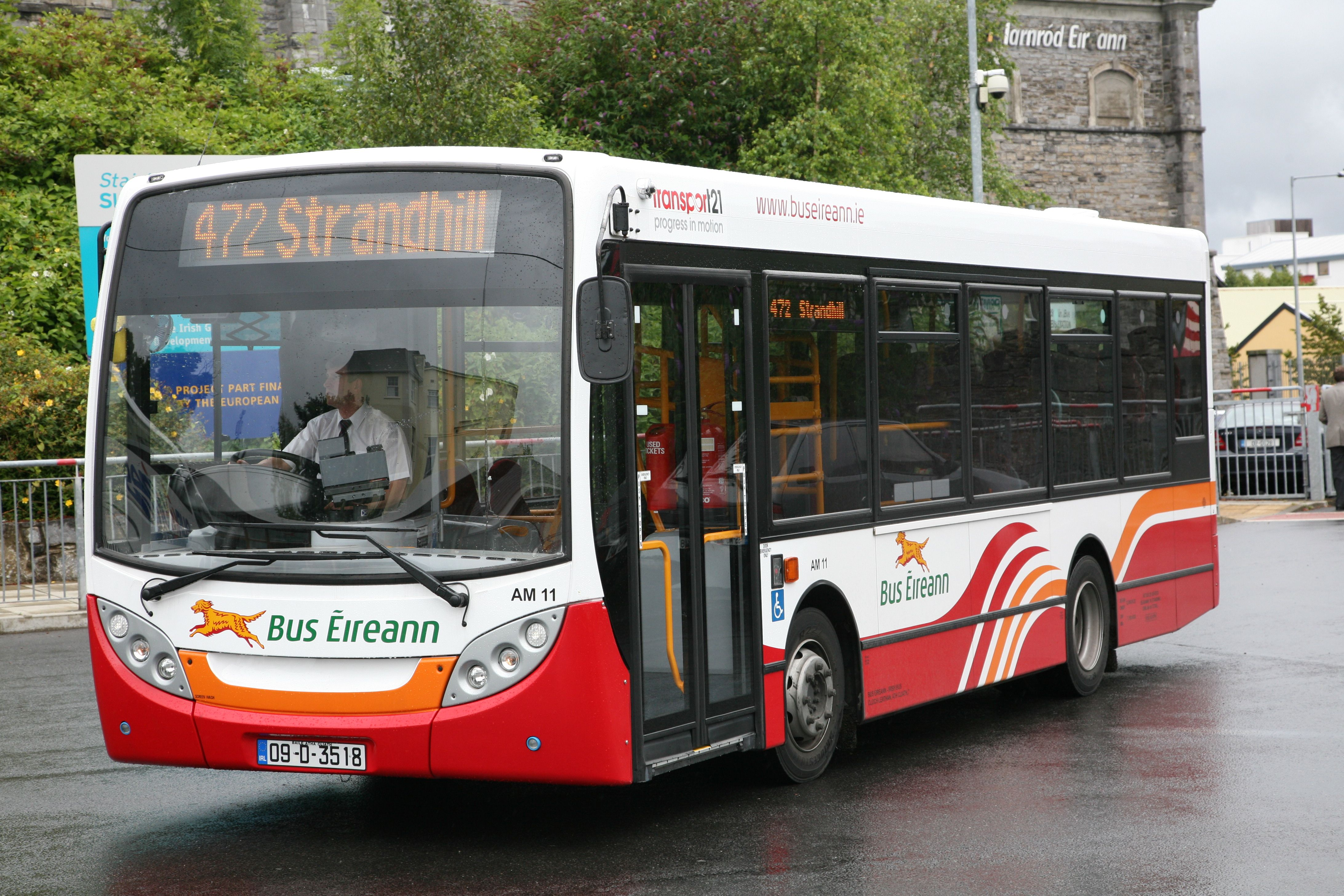
Bus Éireann in Sligo, 2009

Bus Éireann (Aussprache [bˠʊsˠ ˈeːɾʲən̪ˠ], irisch für „Bus Irlands“) ist ein irisches Busunternehmen, das einen großen Teil des überregionalen öffentlichen Personenverkehrs in der Republik Irland und nach Nordirland abdeckt. 2007 beförderte das Unternehmen nach eigenen Angaben 96 Millionen Passagiere.
Bus Éireann, das 1987 als eigenständiges Unternehmen gegründet wurde, ist heute ein Tochterunternehmen von Córas Iompair Éireann (CIÉ). Der Sitz der Gesellschaft ist der Busáras – der zentrale Omnibusbahnhof – in Dublin. Bus Éireann bietet außer dem Linienverkehr zwischen den Städten auch den Transport von Schülern sowie Fahrten in einige britische Großstädte an.
Neben Bus Éireann gibt es einige weitere Unternehmen, jedoch mit wesentlich geringerer Bedeutung, die Busverbindungen zwischen einigen größeren Städten Irlands anbieten, zum Beispiel Citylink, JJ Kavanagh, aircoach oder Translink. Bus Éireann steht im überregionalen öffentlichen Personenverkehr in Konkurrenz zu Iarnród Éireann, der irischen Eisenbahn. Der Nahverkehr in Dublin und im Bereich des früheren County Dublin wird überwiegend von Dublin Bus bedient.